# نفرتیتی
نِفِرتیتی یا نِفرتی‌تی همسر بزرگ سلطنتی (همسر اصلی) فرعون مصر، آخناتون بود و به عنوان شریک سلطنت همسرش و ملکه مصر شناخته می‌شود. او به زیبایی شهره بود. وی پس از کشف مجسمه نیم تنه‌اش در ۱۹۱۲ در مصر به شهرت رسید.
نِفِرتیتی و همسرش که تنها به یک خدا یعنی آتون احترام می‌گذاشتند بانی یک انقلاب مذهبی بودند و به خاطر یکتاپرستی و تغییر دین در تاریخ فراعنه پرآوازه هستند. نفرتیتی که در طول دوره درگیری مذهبی مصر در کنار و همراه با همسرش آخناتون بر مصر در مقام شریک سلطنت یا در بعضی کتیبه‌های پیدا شده بعدها به عنوان فرعون حکومت می‌کرد؛ هر چند باستان‌شناسان اطمینان کامل در مورد این موضوع ندارند که وی با مقام فرعون حکومت کرده است و بیشتر معتقدند که در مقام همسر و مشاور اعظم و اصلی سلطنتی بر مصر حکومت می‌کرد. دوره حکومت نفرتیتی با آخناتون از ثروتمندترین دوران تاریخ مصر بوده است.

## زندگینامه کلی
نِفِرتیتی همچنین در تاریخ مصر به خاطر گردن کشیده و جذابیت اندامی و زیبایی ظاهریش مشهور است. وی در طول حیات خود شش دختر به دنیا آورد. نفرتیتی(nefertiti) (حدود ۱۳۷۰–حدود ۱۳۳۰ قبل از میلاد) ملکه سلسله هجدهم مصر باستان، همسر بزرگ سلطنتی فرعون آخناتون بود. نفرتیتی و همسرش به دلیل اصلاحات اساسی خود در سیاست مذهبی دولتی، که در آن اولین شکل شناخته شده یکتاپرستی، آتنیسم، با محوریت قرص خورشید و ارتباط مستقیم آن با خاندان سلطنتی را ترویج کردند، شناخته شده بودند. او با شوهرش در دوره ای که احتمالاً ثروتمندترین دوره تاریخ مصر باستان بود، سلطنت کرد. برخی از محققان بر این باورند که نفرتیتی پس از مرگ همسرش و قبل از عروج توت عنخ آمون، به عنوان پادشاه زن Neferneferuaten برای مدت کوتاهی حکومت کرد، اگرچه این شناسایی موضوع بحث مداوم است. اگر نفرتیتی به عنوان فرعون حکومت می‌کرد، سلطنت او با سقوط آمارنا و انتقال پایتخت به شهر سنتی تبس مشخص شد.
نفرتیتی با القابی چون شاهزاده میراث‌دار، بانوی شکوهمند، عشق شیرین، بانوی دو سرزمین، همسر اصلی شاه نیز شناخته می‌شود. او یکی از قدرتمندترین زنان حاکم تاریخ مصر بود اما مومیایی او هرگز پیدا نشد.
تندیس نفرتیتی، که سرشناس‌ترین تندیس پیونددار با مصر باستان است در ۱۹۱۲ کشف شد و در موزه مصرشناسی برلین نگاه‌داری می‌شود. لودویگ بورشارت، مصرشناس مشهور آلمانی در حفاری‌های سال ۱۹۱۲ میلادی، تندیس نفرتیتی، ملکه مصر باستان را یافت و آن را به آلمان فرستاد. در مارس ۲۰۰۹ با سی‌تی‌اسکن این تندیس مشخص شد که یک مجسمه دیگر در داخل آن قرار دارد که چهره نفرتیتی را به گونه‌ای متفاوت، با جزئیات بیشتر و با زیبایی کمتری تجسم کرده است. ادعای مالکیت بر مجسمهٔ نیم‌تنهٔ نفرتیتی، موضوع مناقشه دائم مصر و آلمان است.
او با مجسمه نیم تنه اش که اکنون در موزه نایس برلین است به شهرت رسید. نیم تنه یکی از کپی شده‌ترین آثار هنری مصر باستان است. آن را به مجسمه‌ساز توتموس نسبت دادند و در کارگاه او یافت شد.

## اسامی و عناوین
نفرتیتی عناوین زیادی داشت، از جمله:
- شاهزاده خانم ارثی(iryt-p`t)

```
*ستایش بزرگ (wrt-Hzwt)
Lady of Grace (nebet-imat, nbt-jmꜣt)
*شیرین عشق (beneret-merut, bnrt-mrwt)
*بانوی دو سرزمین (nebet-tawi, nbt-tꜣwj)
*همسر شاه اصلی، معشوق او (همت-نسوت-آت مرتف، حمت-نسوت-mrt.f)
*همسر پادشاه بزرگ، معشوق او (همت-نسوت-ورت مرتف، حمت-نسوت-ورت-mrt.f)
*بانوی همه زنان(henut-hemut-nebut، ḥnwt-ḥmwt-nbwt)
*معشوقه مصر علیا و سفلی(henut-shemau-mehu، ḥnwt-šmꜣw-mḥw)
```

در حالی که تلفظ مدرن مصری نام او را نفرتیتی ترجمه می‌کند، نام او جمله nfr.tjj.tj «زیبا آمده است» بود و احتمالاً در معاصر Naftita از قدیمی‌تر Nafrat-ita یا شایدNafert-yiti تلفظ می‌شد. نام نفرتیتی، Nfr.t-jy.tj مصری، می‌تواند به عنوان «زن زیبا آمده است» ترجمه شود.

## خانواده و اوایل زندگی
تقریباً هیچ چیز در مورد زندگی نفرتیتی قبل از ازدواج با آخناتون شناخته نشده است. در صحنه‌هایی از مقبره اشراف در آمارنا ذکر شده است که نفرتیتی خواهری به نام ماتبرنت(Mutbernet)داشت. علاوه بر این، زنی به نام تی لقب «پرستار همسر بزرگ سلطنتی» را داشت. برخی از مصر شناسان معتقدند که این لقب برای مردی به کار می‌رفته که دخترش با فرعون ازدواج کرده است. بر اساس این عناوین، گفته شده که آی در واقع پدر نفرتیتی بوده است. با این حال، نه آی و نه تی به صراحت به عنوان والدین نفرتیتی در منابع موجود ذکر نشده‌اند. در عین حال، هیچ منبعی وجود ندارد که مستقیماً با پدر بودن آی تناقض داشته باشد که به دلیل تأثیر زیادی که او در طول زندگی نفرتیتی و پس از مرگ او داشت، محتمل تلقی می‌شود. بر اساس نظریه دیگری، نفرتیتی دختر آی و یک زن به غیر از تی بود، اما همسر اول آی قبل از اینکه نفرتیتی به مقام ملکه برسد فوت کرد، پس از آن آی با تی ازدواج کرد و نامادری نفرتیتی او شد. با این وجود، کل این پیشنهاد بر اساس حدس و گمان است.
همچنین پیشنهاد شده است که نفرتیتی خواهر کامل آخناتون بوده است، اگرچه این با القاب او که شامل عنوان «دختر پادشاه» یا «خواهر پادشاه» نمی‌شود، که معمولاً برای نشان دادن یکی از بستگان فرعون استفاده می‌شود، تناقض دارد. نظریه دیگری دربارهٔ اصل و نسب او که مورد حمایت قرار گرفت، نفرتیتی را با شاهزاده خانم میتانی تادوخیپا شناسایی کرد، تا حدی بر اساس نام نفرتیتی («زن زیبا آمده است») که توسط برخی از محققان به معنای منشأ خارجی تفسیر شده است. با این حال، تادوخیپا قبلاً با پدر آخناتون ازدواج کرده بود و هیچ مدرکی به هیچ دلیلی وجود ندارد که چرا این زن باید نام خود را در پیشنهاد ازدواج با آخناتون تغییر دهد، و همچنین هیچ مدرک محکمی مبنی بر سابقه غیر مصری خارجی نفرتیتی وجود ندارد.
تاریخ دقیق ازدواج نفرتیتی با آخناتون و تبدیل شدن به همسر سلطنتی پادشاه نامشخص است. شناخته شده است که آنها حداقل شش دختر داشته‌اند، از جمله مری تاتن، ماکی تاتن، انخسنپاتون (بعدها در هنگام ازدواج با توت آنخ آمون، آنخسن آمون نامیده شد)، Neferneferuaten Tasherit, Neferneferure Setepenr8] او زمانی به عنوان کاندیدای مادر توت عنخ آمون در نظر گرفته می‌شد، اما یک مطالعه ژنتیکی انجام شده بر روی مومیایی‌های کشف شده نشان می‌دهد که او چنین نبود.

## نگارخانه

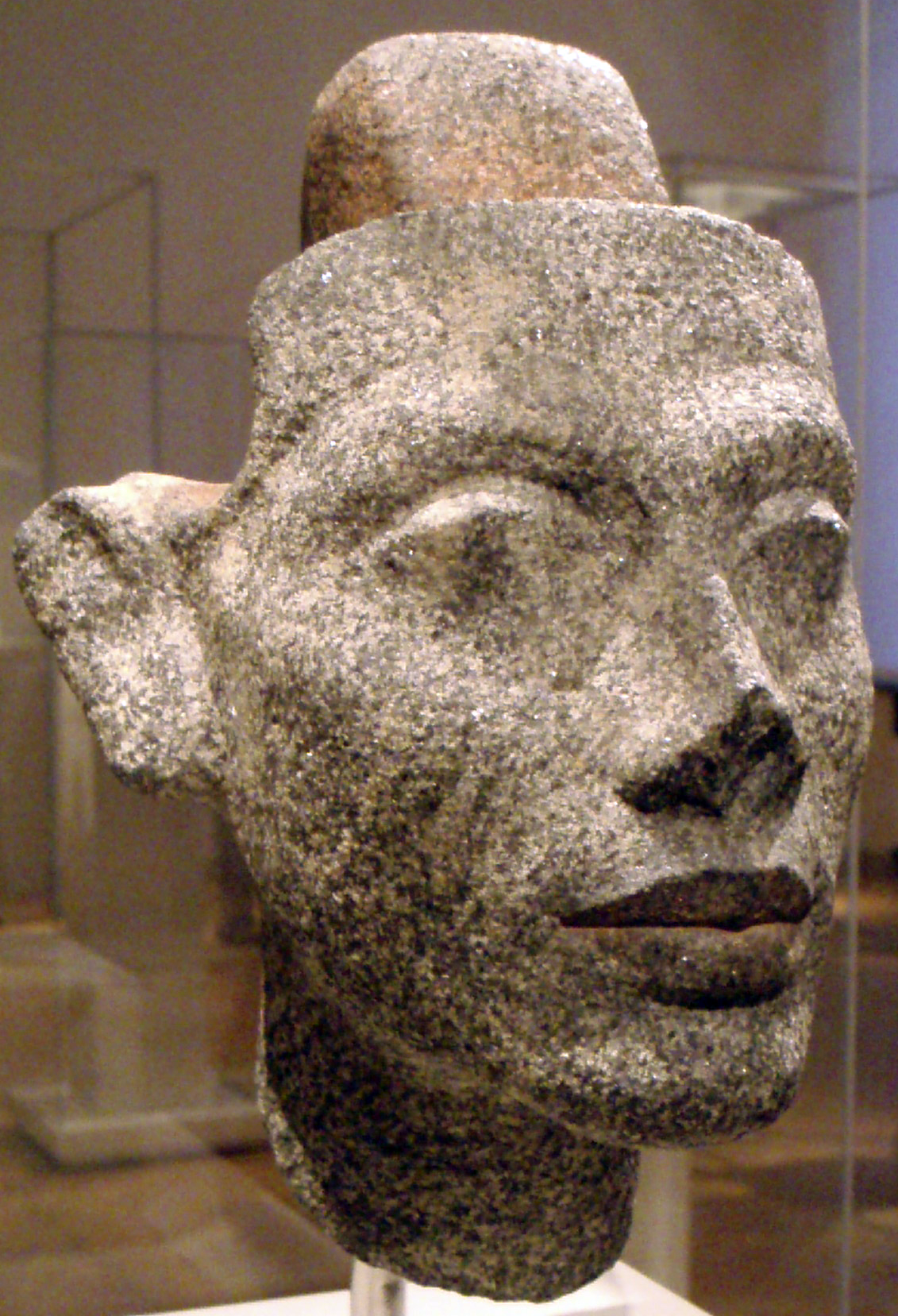
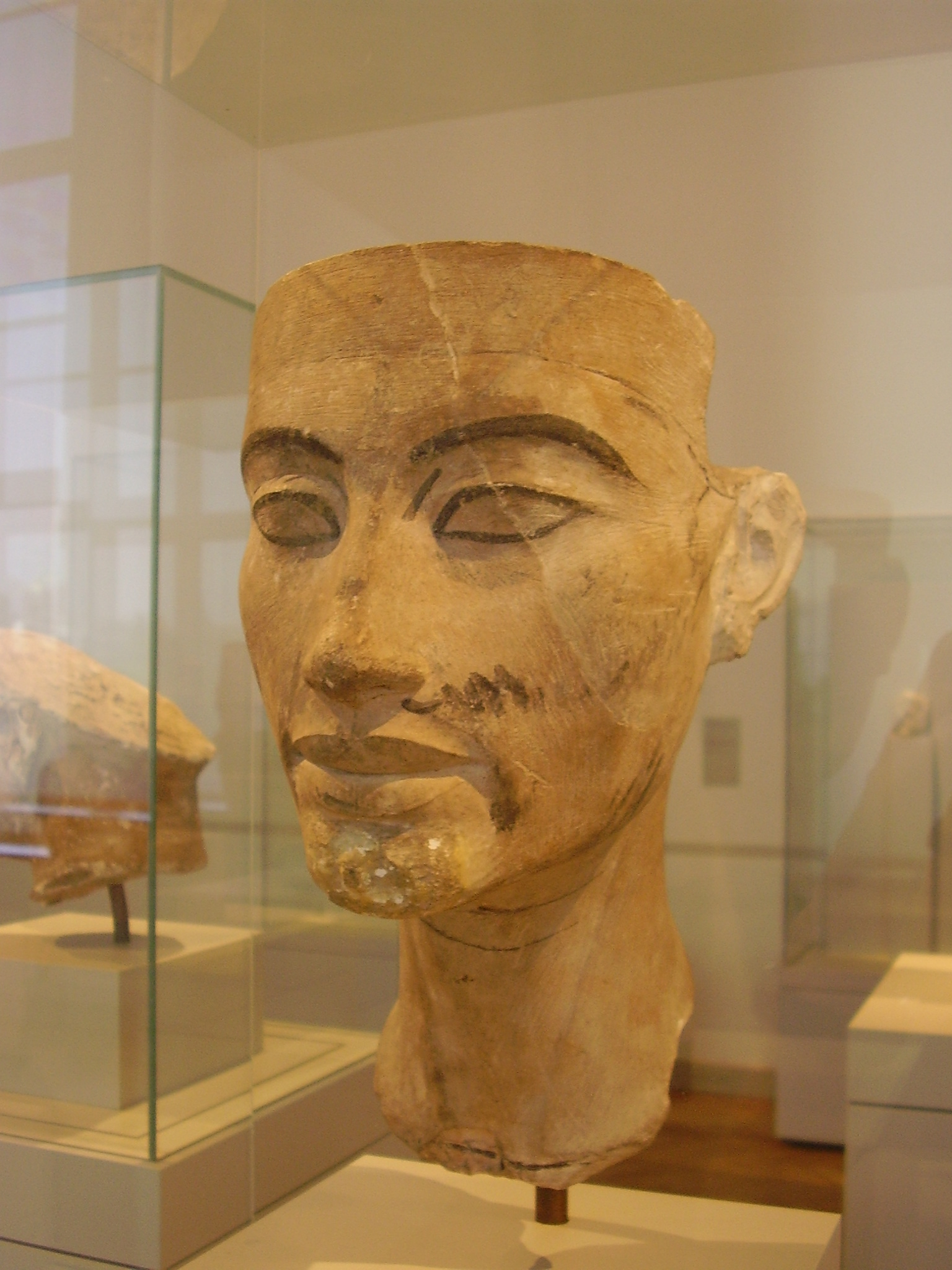
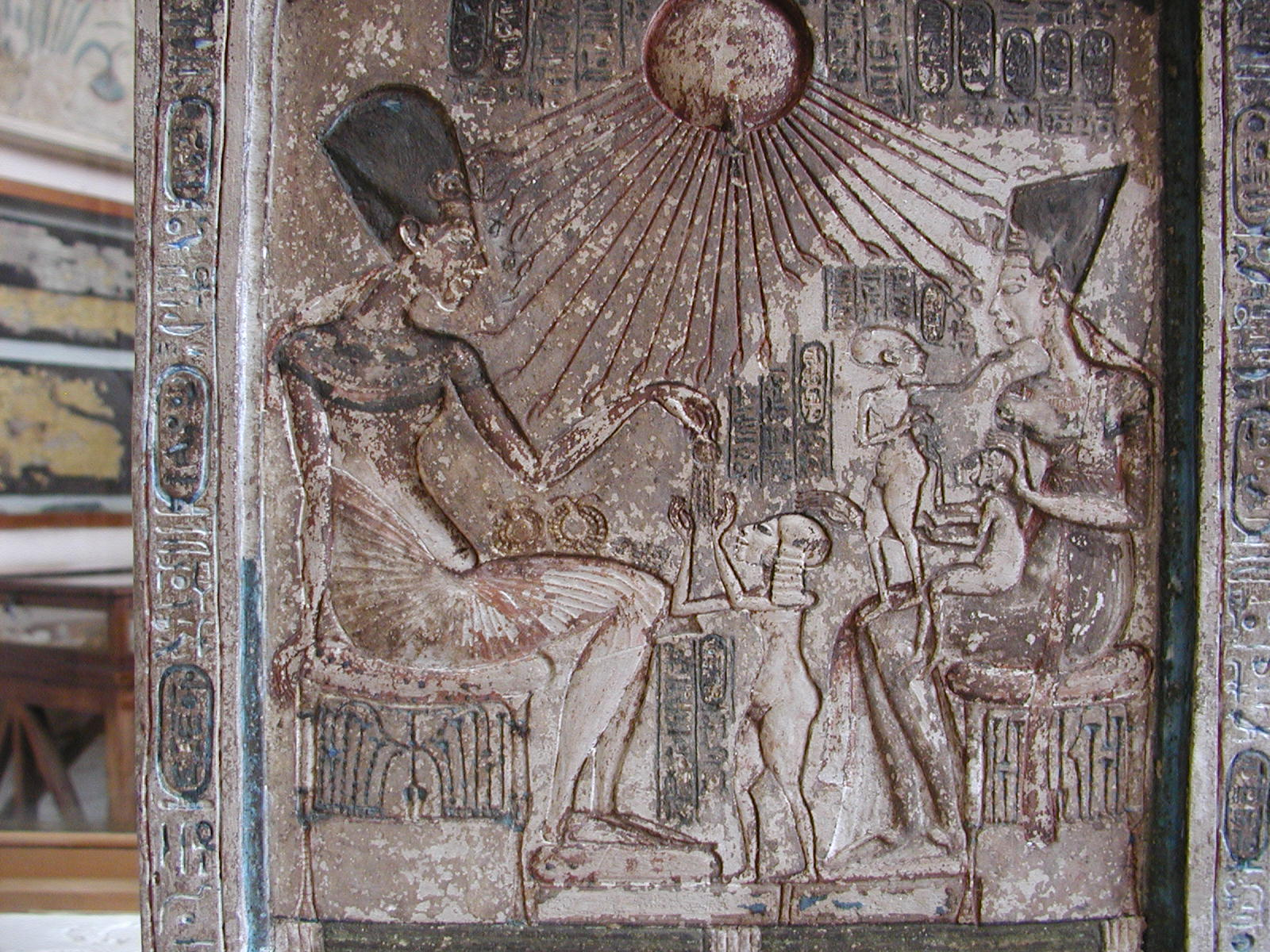
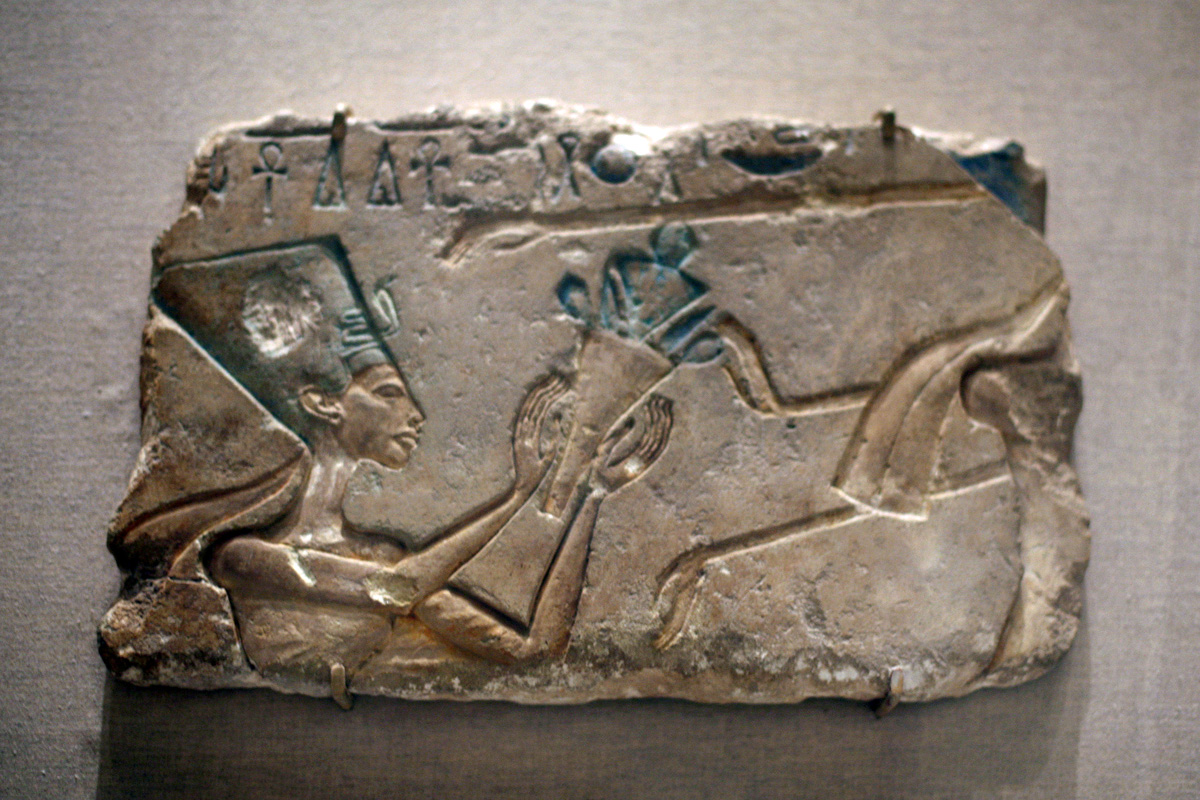
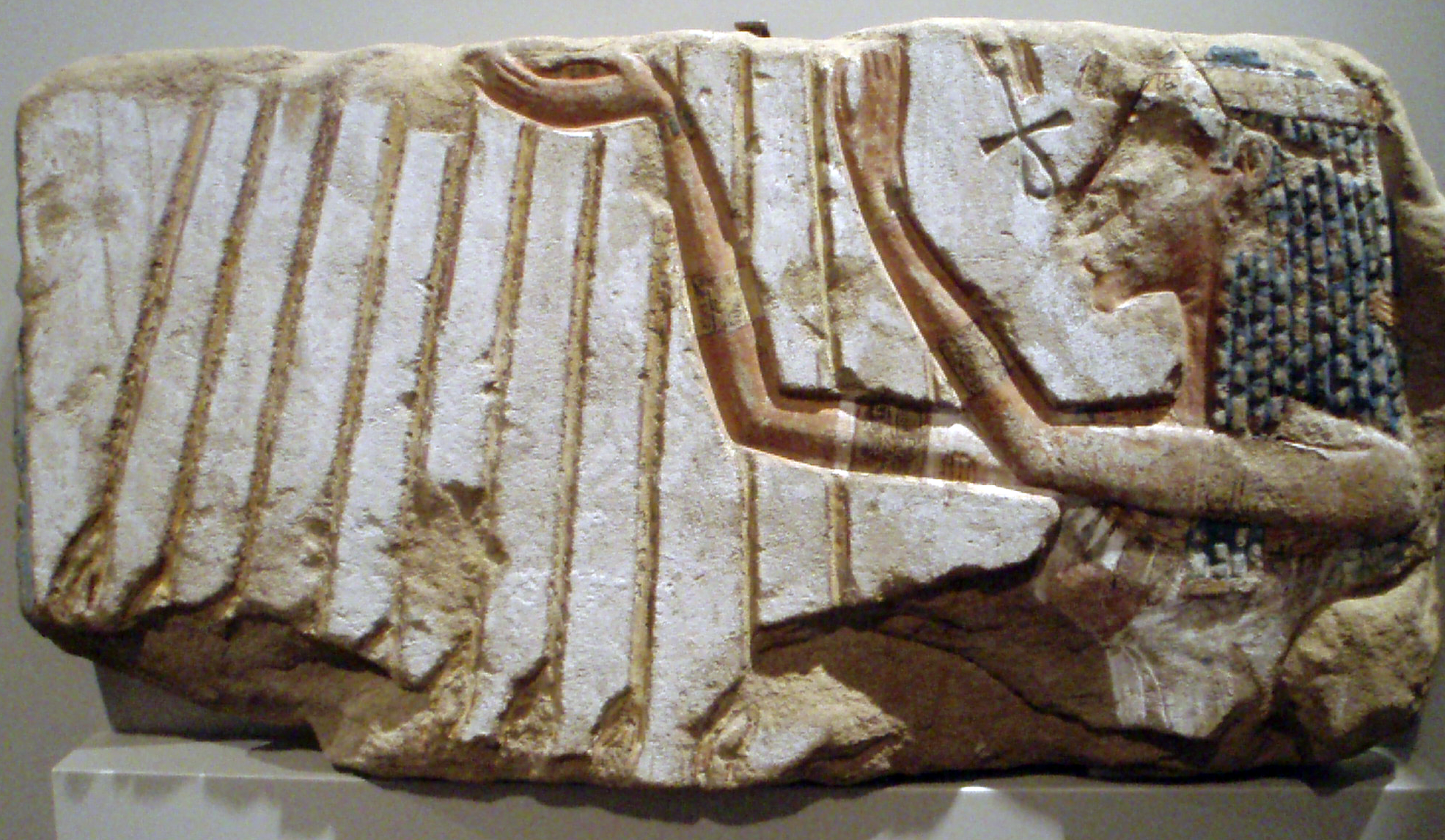
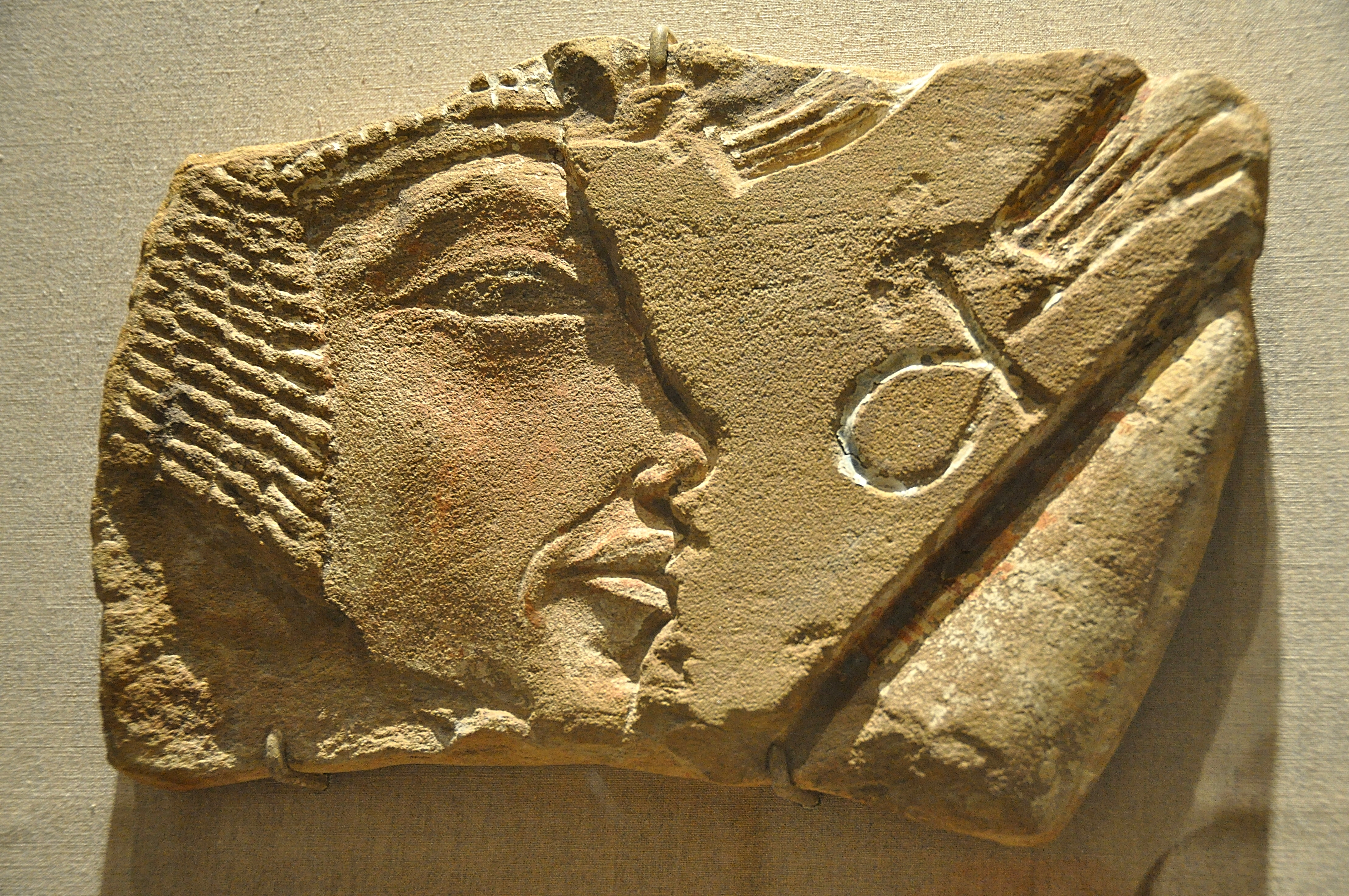
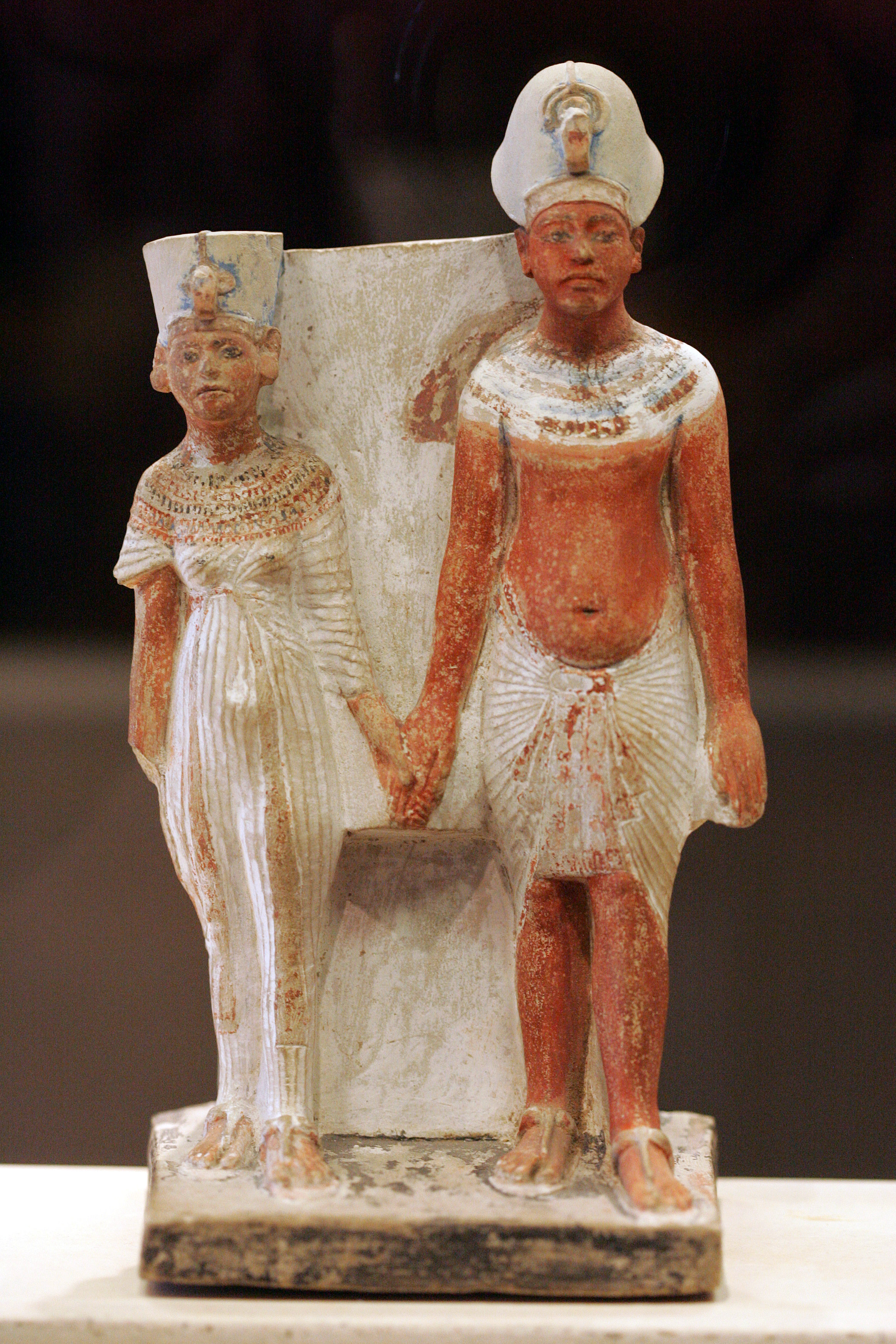
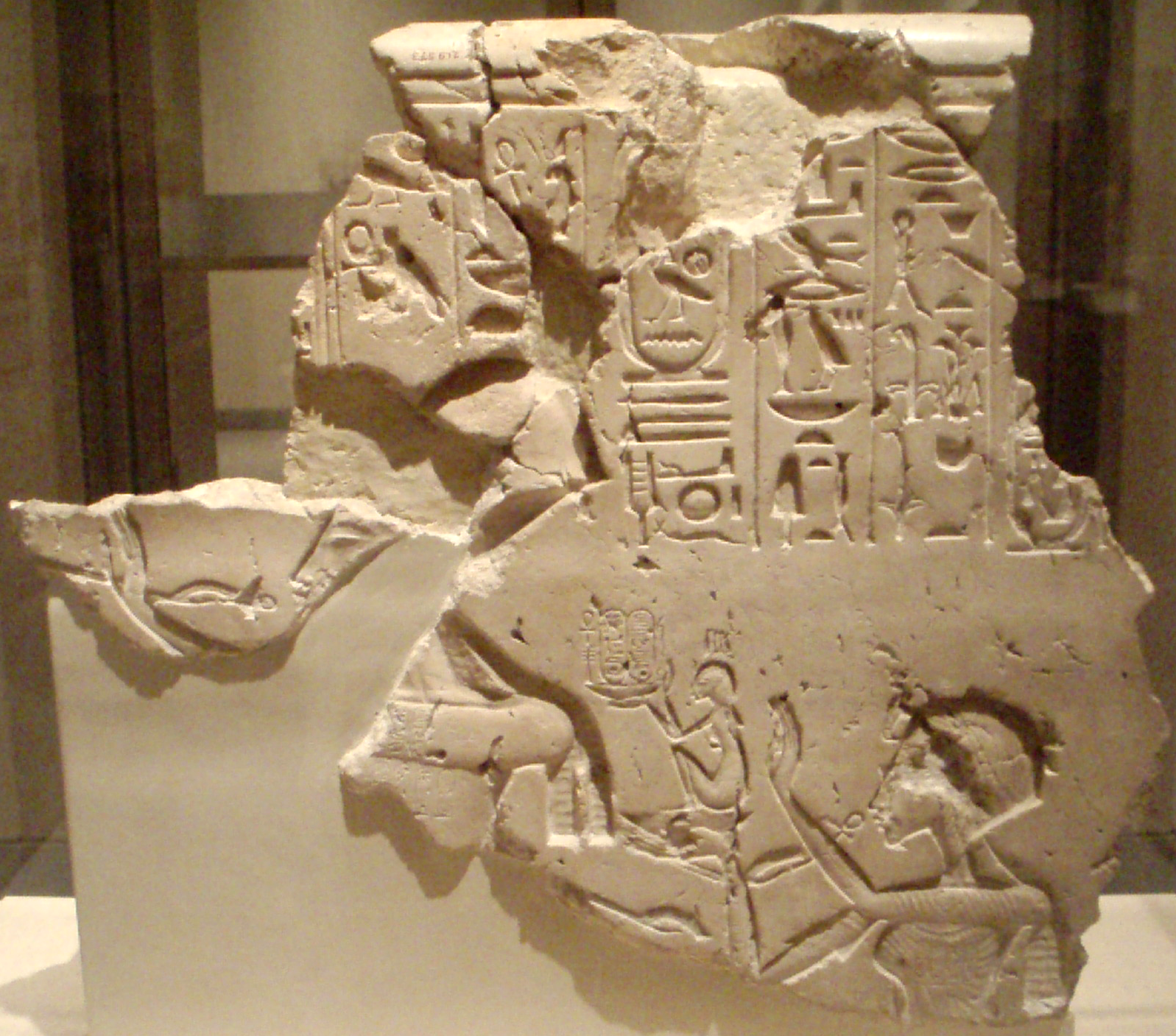
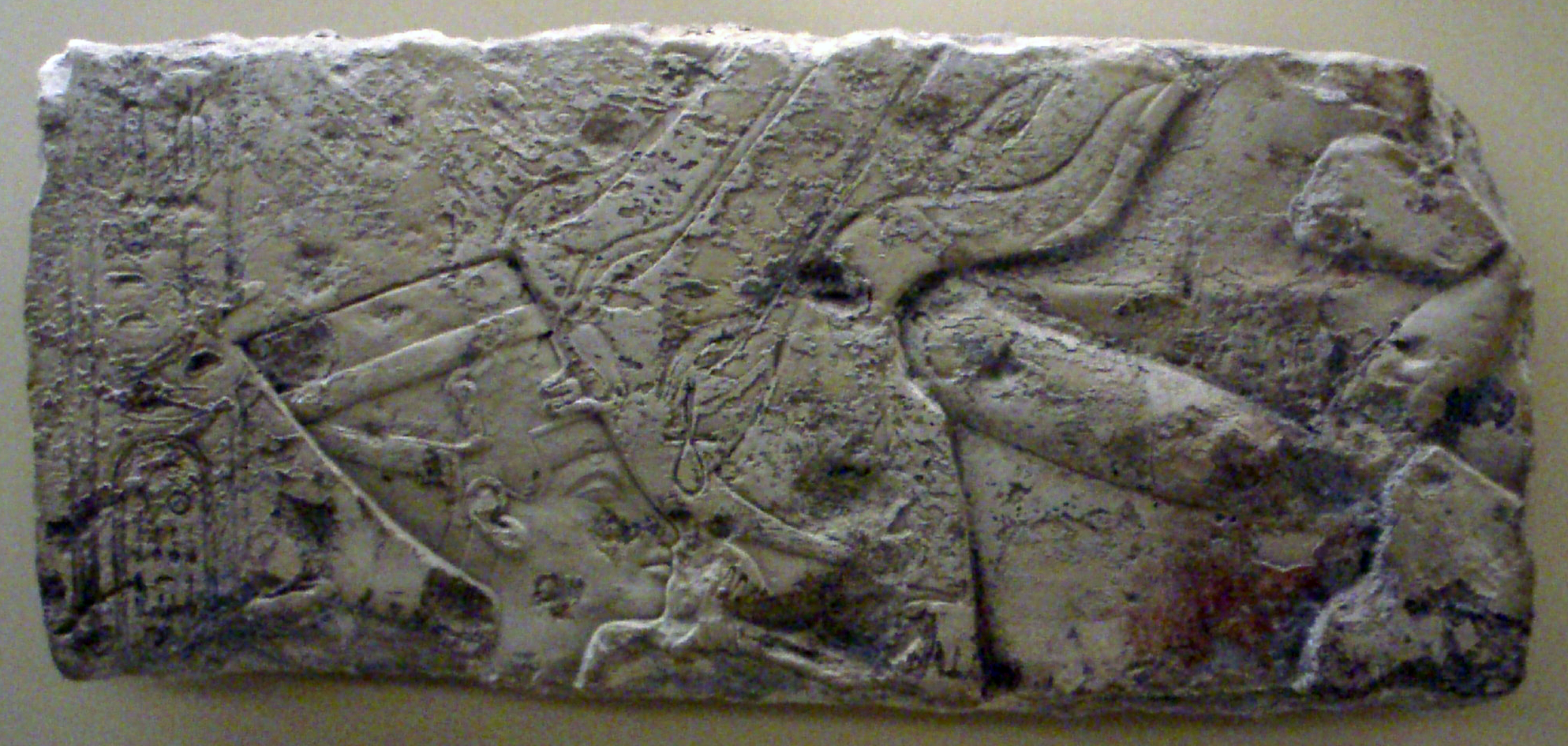
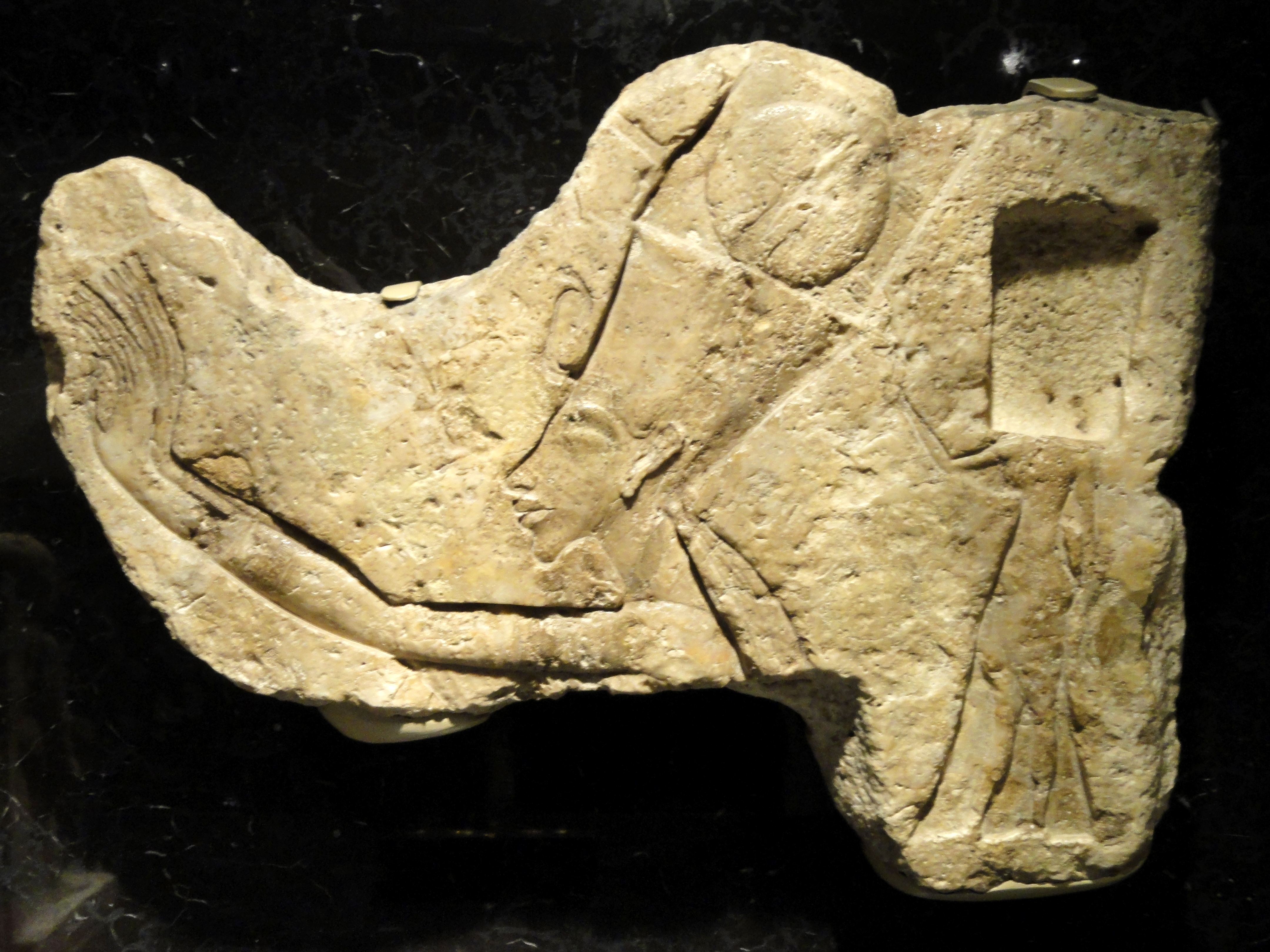
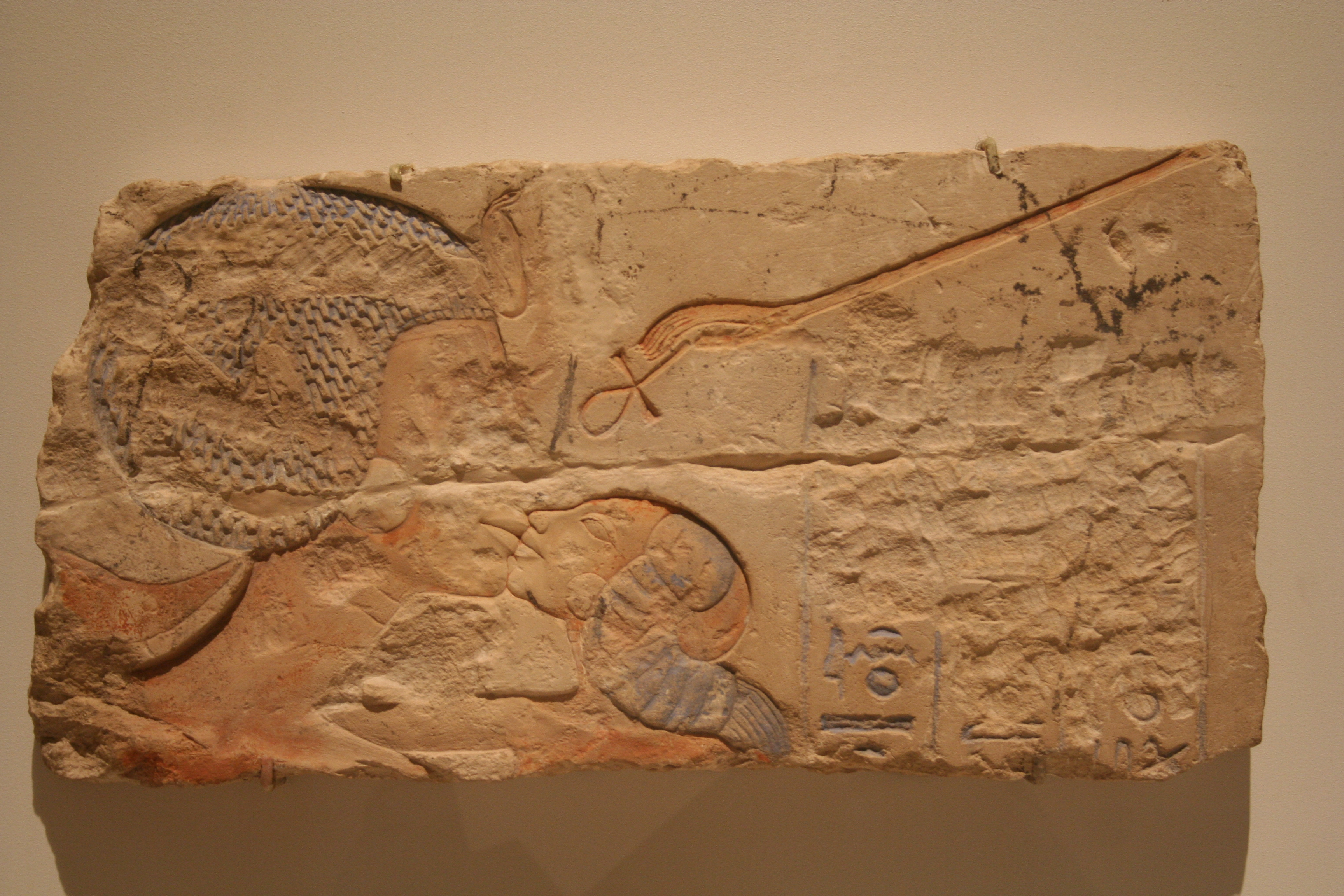
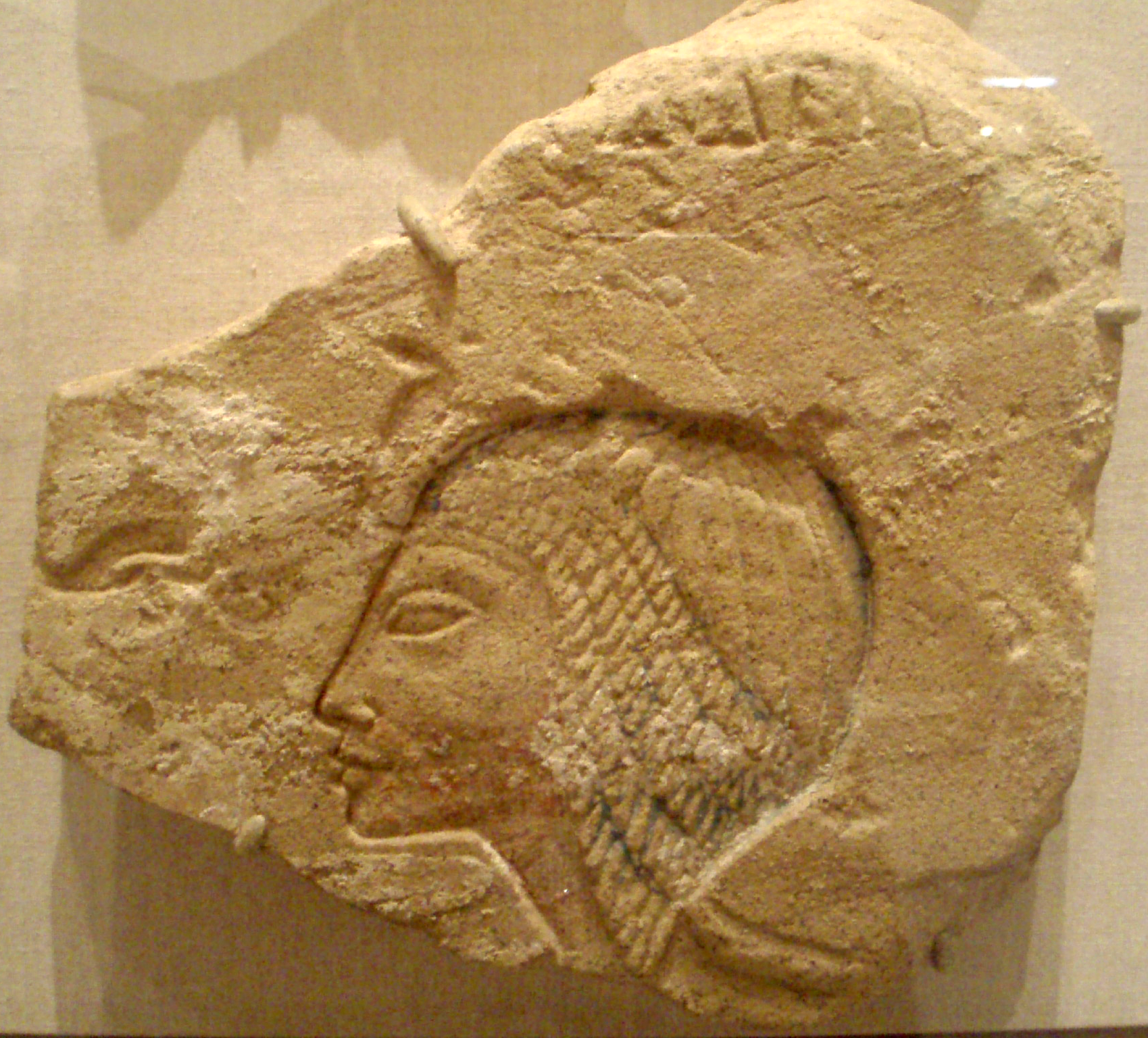